# José Sá
José Pedro Malheiro de Sá (* 17. Januar 1993 in Braga) ist ein portugiesischer Fußballtorwart.

## Karriere

### Im Verein
In seiner Jugend spielte er für Palmeiras FC (Braga), Merelinense, die Juniorenmannschaft von Benfica Lissabon und Marítimo Funchal. Seit 2012 wurde er zunächst in der zweiten Mannschaft von Marítimo Funchal eingesetzt, Ende Mai 2013 wurde er dann von Trainer Pedro Martins auch in den Kader der ersten Mannschaft berufen und absolvierte für diese in der Folgezeit insgesamt 16 Einsätze.
Am 25. Januar 2016 wechselte José Sá zusammen mit seinem Mannschaftskameraden Moussa Marega für eine Ablösesumme von 1,5 Millionen Euro zum FC Porto, wo er einen Viereinhalb-Jahres-Vertrag bis 2020 erhielt. Bis zum Ende der Saison 2016/17 bestritt Sá 16 Spiele für die zweite Mannschaft und ein Ligaspiel für die erste Mannschaft.
Zur Saison 2021/22 wechselte er in die englische Premier League zu den Wolverhampton Wanderers.

### In der Nationalmannschaft
Sá kam bei der U20-Weltmeisterschaft 2013 bis zum Ausscheiden im Achtelfinale in allen Spielen zum Einsatz. Sein Debüt für die U21-Auswahl gab er am 6. August 2013 im Freundschaftsspiel gegen die Schweiz. Bei der U21-Europameisterschaft 2015 erreichte er als Stammtorhüter mit Portugal das Finale, das jedoch mit 3:4 n. E. gegen Schweden verloren wurde. Sá wurde daraufhin in die Mannschaft des Turniers gewählt.
Für die A-Nationalmannschaft wurde er zum ersten Mal für die Spiele im Juni 2017 gegen Zypern und Lettland sowie den anschließenden Konföderationen-Pokal in den Kader berufen. Auch in den folgenden Jahren wurde er hin und wieder nominiert und nahm als Ersatztorwart an der Weltmeisterschaft 2022 teil, ohne zu seinem Länderspieldebüt zu gelangen.
Am 16. November 2023 debütierte Sá schließlich im Rahmen eines EM-Qualifikationsspiels gegen Liechtenstein in der A-Nationalmannschaft.

## Erfolge
Nationalmannschaft:
- UEFA-Nations-League-Sieger: 2025
- U-21-Europameisterschaft 2015: Teil der Mannschaft des Turniers

FC Porto
- Portugiesischer Meister: 2017/18
- Portugiesischer Zweitligameister: 2015/16 (FC Porto B)

Olympiakos Piräus
- Griechischer Meister: 2019/20, 2020/21
- Griechischer Pokalsieger: 2019/20